# Fiat 8 HP
Fiat 8 HP a fost un automobil produs de compania Fiat în anul 1901, reprezentând ultimul model proiectat de Aristide Faccioli.

## Caracteristici tehnice
Vehiculul era echipat cu un motor cu ardere internă de tip două cilindri în linie, având o capacitate cilindrică de 1082 cm³ și două supape pe cilindru. Motorul dezvolta o putere de 10 CP la 1100 rotații pe minut, permițând automobilului să atingă o viteză maximă de 45 km/h. Sistemul de transmisie era manual, având trei trepte de viteză și o treaptă de marșarier, cu tracțiunea pe puntea spate.
Acesta a fost primul model Fiat care a înlocuit ghidonul utilizat pe modelele anterioare cu un volan. În funcție de configurația caroseriei alese (phaeton, duc-de-dame, dog-cart sau charrette anglais), automobilul putea fi echipat cu un parbriz amplu din cristal montat deasupra scutului frontal.
La finalul producției din 1901, a fost introdusă o versiune îmbunătățită a acestui model, denumită Fiat 10 HP

### Motor
- Tip: 8 HP
- Poziție: Frontal, longitudinal
- Ciclu: 4 timpi, benzină
- Capacitate cilindrică: 1082 cm³
- Putere maximă: 10 CP la 1100 rpm
- Sistem de distribuție: Valvă de admisie în cap și evacuare laterală

### Transmisie
- Tracțiune: Pe puntea spate
- Cutie de viteze: 3 trepte + marșarier
- Ambreiaj: Conic, din piele

### Caroserie și șasiu
- Tip caroserie: Duc-de-dame, din lemn; 2 locuri în față, opțional 2 locuri externe în spate
- Șasiu: Grinzi din lemn cu ranforsări din oțel
- Suspensii: Punte rigidă cu arcuri semieliptice

### Dimensiuni și greutate
- Ampatament: 1750 mm
- Lungime: 2810 mm
- Greutate: 800 kg

### Performanțe
- Viteză maximă: Aproximativ 45 km/h
- Consum: 15 l/100 km (6,7 km/l)

## Competiții
Automobilul a participat la Giro Automobilistico d'Italia în 1901, înscriindu-se cu opt exemplare de serie. Competiția, desfășurată pe o distanță totală de 1642 km și împărțită în 15 etape, a fost extrem de dificilă. Toate modelele înscrise au reușit să finalizeze cursa.